# 19637 Presbrey
19637 Presbrey este un asteroid din centura principală de asteroizi.

## Descriere
19637 Presbrey este un asteroid din centura principală de asteroizi. A fost descoperit pe 7 septembrie 1999 la Socorro, New Mexico, în cadrul proiectului LINEAR. Asteroidul prezintă o orbită caracterizată de o semiaxă mare de 2,22 ua, o excentricitate de 0,12 și o înclinație de 4,4° în raport cu ecliptica.